# Igreja de Santo António da Torre Velha

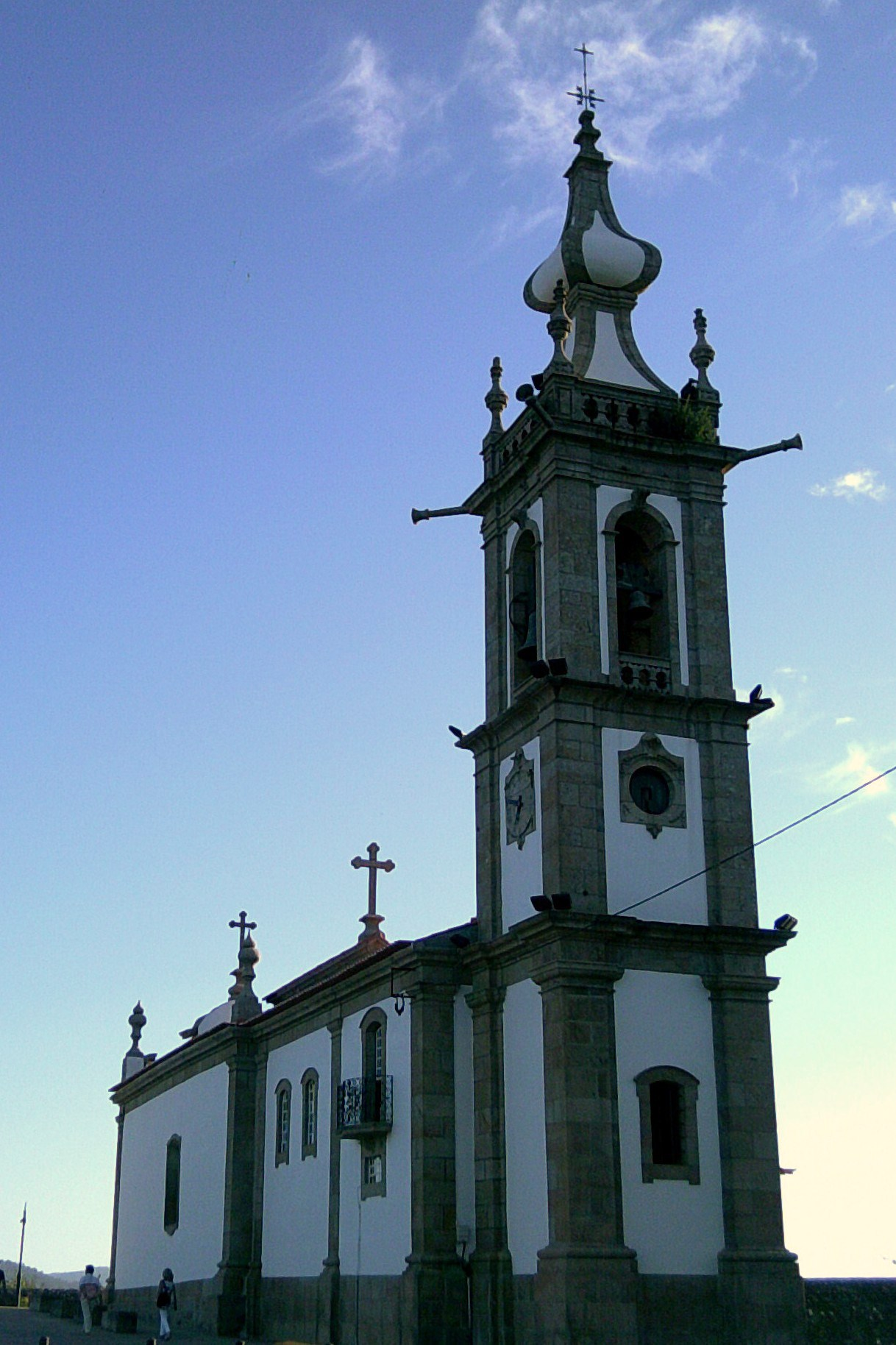
Igreja de Santo António da Torre Velha, Ponte de Lima: torre sineira.

A Igreja de Santo António da Torre Velha localiza-se na freguesia de Arcozelo, no município de Ponte de Lima, Distrito de Viana do Castelo, em Portugal.

## História
Este templo remonta a uma antiga ermida, documentada desde o século XVIII, sob a invocação de Nossa Senhora da Esperança e, posteriormente da de Nossa Senhora do Carmo.
A sua atual feição resulta de uma reformulação promovida no início do século XIX, quando foi aumentada a sua volumetria.
A igreja e a torre da primitiva cerca medieval da povoação coabitaram até meados do século XIX, altura em que esta última foi demolida, surgindo assim a designação de "Igreja de Santo António da Torre Velha".

## Características
Apresenta planta longitudinal, com um frontão curvo interrompido e pináculos de remate das pilastras laterais, sendo a restante fachada revestida a azulejos.
No interior apresenta nave, capela-mor e sacristia.
A torre sineira, erguida após as obras do século XIX destaca-se pela sua altura e pela presença de gárgulas em cada ângulo.